# 都市交通審議会
都市交通審議会（としこうつうしんぎかい）は、1955年（昭和30年）7月19日に日本の運輸省（当時）に設置された審議会である。1970年（昭和45年）5月20日に運輸政策審議会が設置された後、1972年（昭和47年）4月に都市交通審議会の機能が運輸政策審議会に継承され、都市交通審議会は廃止された。

## 答申

### 都市交通審議会答申第1号
- 答申年月 - 1956年（昭和31年）8月14日[4]
- 答申名 - 『東京及びその周辺における都市交通に関する第一次答申』[4]
- 主な内容 - 郊外民鉄との相互乗り入れを推進。営団による地下鉄一元化を方針転換し、東京都交通局による地下鉄整備が決定。山手線から外側への路線延伸を若干追加[4]。

### 都市交通審議会答申第2号
- 答申年月 - 1957年（昭和32年）2月19日
- 答申名 - 『東京及びその周辺における都市交通についての法律的措置に関する答申』

### 都市交通審議会答申第3号
- 答申年月 - 1958年（昭和33年）3月28日[3]
- 答申名 - 『大阪市及びその周辺における都市交通に関する答申』
- 主な内容 - 市営モンロー主義を理想とする裏腹に市営交通の整備が立ち遅れていた大阪市に対し、私鉄各社による市内中心部への乗り入れ路線の建設が望ましいとする答申を行う。御堂筋線淀屋橋駅への京阪本線の乗り入れ、難波駅への近鉄奈良線（近鉄難波線）の乗り入れが実現した。
  - 1975年（昭和50年）を目処に緊急に実施すべき路線
    - 該当なし

  - 1975年（昭和50年）を目処に考慮するのが適当・交通網の形成を図るべき路線
    - 大阪二号線（谷町線）：守口～梅田（中津･地下鉄梅田経由）
    - 大阪三号線（四つ橋線）：南加賀屋～堺市大浜付近（南海本線堺駅）
    - 大阪四号線（中央線）：深江橋～放出
    - 大阪五号線（千日前線）：神崎川～野田阪神
    - 大阪五号線（千日前線）：南巽～平野

  - 慎重な考慮を加える必要がある路線
    - 大阪一号線（御堂筋線・北大阪急行）：江坂（垂水）～千里山付近（建設主体不詳）
    - 大阪一号線（御堂筋線・北大阪急行）：我孫子～堺市東部（建設主体不詳）
    - 大阪五号線（千日前線）：神崎川～伊丹空港（建設主体不明）
    - 大阪六号線（堺筋線）：天神橋筋六丁目～天満駅（建設主体：阪急電鉄）
    - 大阪六号線（堺筋線）：天満駅～【堺筋】～動物園前（建設主体不詳）

### 都市交通審議会答申第4号
- 答申年月 - 1960年（昭和35年）8月16日
- 答申名 - 『東京における路面交通に関する答申』

### 都市交通審議会答申第5号
- 答申年月 - 1961年（昭和36年）10月
- 答申名 - 『名古屋市及びその周辺における都市交通に関する答申』

### 都市交通審議会答申第6号
- 答申年月 - 1962年（昭和37年）6月8日[4]
- 答申名 - 『東京及びその周辺における高速鉄道特に地下高速鉄道の輸送力の整備増強に関する基本的計画の改訂について』[4]
- 主な内容 - 計画路線を10路線に倍増した。

### 都市交通審議会答申第7号
- 答申年月 - 1963年（昭和38年）3月29日[3]
- 答申名 - 『大阪市及びその周辺における高速鉄道の整備増強に関する基本計画について』
- 主な内容
  - 1968年度（昭和43年）までの完成を目指して、最も緊急に整備すべき路線
    - 大阪六号線（堺筋線）：天六～扇町～【堀川経由】～北浜～天下茶屋（未定）

  - 1975年度までの実現を目指して、新設すべき路線
    - 大阪一号線（御堂筋線・北大阪急行）：江坂～千里山（建設主体不詳）
    - 大阪二号線（谷町線）：天王寺～【阿倍野筋】
    - 大阪三号線（四つ橋線）：住之江公園～堺市大浜付近
    - 大阪四号線（中央線）：長田～荒本
    - 大阪五号線（千日前線）：神崎川～野田阪神
    - 大阪五号線（千日前線）：南巽～西平野

  - 技術的問題、その他に付き、さらに検討の上で決定すべき路線
    - 大阪一号線（御堂筋線・北大阪急行）：我孫子～堺市東部（建設主体不詳）
    - 大阪五号線（千日前線）：平野地区～瓜破地区
    - 大阪六号線（堺筋線）：北浜～梅田（未定）

  - 今で十分だが、著しい需要が生じた際、考慮する必要がある路線

  - 関係者間の協議の上で建設を考慮する必要がある路線
    - 大阪二号線（谷町線）と南海高野線との相互直通運転

  - 路面電車の高速鉄道化
    - 南海平野線：阿倍野～平野（運行上：天王寺駅前～平野）

### 都市交通審議会答申第8号
- 答申年月 - 1963年（昭和38年）12月18日
- 答申名 - 『大阪市及びその周辺における路面交通に関する基本計画について』[5]

### 都市交通審議会答申第9号
- 答申年月 - 1966年（昭和41年）7月15日
- 答申名 - 『横浜及びその周辺における旅客輸送力の整備増強に関する基本計画について』

### 都市交通審議会答申第10号
- 答申年月 - 1968年（昭和43年）4月10日[4]
- 答申名 - 「東京及びその周辺における高速鉄道を中心とする交通網の整備増強に関する基本計画について」の『中間答申』[2]
- 主な内容 - 地下鉄11号線（半蔵門線）、地下鉄12号線（大江戸線）等の位置づけ[6]

### 都市交通審議会答申第11号
- 答申年月 - 1969年（昭和44年）2月3日[3]
- 答申名 - 『神戸市を中心とする旅客輸送力の整備増強に関する基本的計画について』

### 都市交通審議会答申第12号
- 答申年月 - 1971年（昭和46年）3月11日[7]
- 答申名 - 『福岡市及び北九州市を中心とする北部九州都市圏における旅客輸送力の整備増強に関する基本的計画について』[7]

### 都市交通審議会答申第13号
- 答申年月 - 1971年（昭和46年）12月8日[3]
- 答申名 - 『大阪圏における高速鉄道を中心とする交通網整備増強に関する基本的計画について』
- 主な内容
  - 1985年（昭和60年）を目標に新設すべき路線のうち緊急に実施すべき区間
    - 大阪三号線（四つ橋線）：西梅田～十三

  - 1985年（昭和60年）を目標に新設すべき路線
    - 大阪二号線（谷町線）：大日～高槻付近
    - 大阪二号線（谷町線）：川辺（長原）～八尾南～藤井寺付近
    - 大阪三号線（四つ橋線）：住之江公園～堺（南海堺駅付近）
    - 大阪三号線（四つ橋線）：堺～三国ヶ丘～中百舌鳥
    - 大阪三号線（四つ橋線）：十三～空港（伊丹空港）～北伊丹
    - 大阪五号線（千日前線）：南巽～弥刀～河内山本付近
    - 大阪六号線（堺筋線）：天下茶屋～杉本町～中百舌鳥
    - 大阪七号線（長堀鶴見緑地線）：本町～谷町四丁目～野江～交野付近
    - 松屋町筋線：岸和田～鳳～【松屋町筋】～新大阪～吹田方面
    - 堺市東西鉄軌道：中百舌鳥～三国ヶ丘～堺

  - 可能な限り需要の多様化と高度化に応える為の路線
    - 大阪七号線（長堀鶴見緑地線）：大正～鶴町（※新交通システムを想定）

  - 新設を検討すべき路線
    - 大阪モノレール：新大阪～中央環状道路
      - 大阪モノレール：門真-堺市

  - 新しい技術形態の輸送施設の建設
    - 大阪一号線（御堂筋線・北大阪急行）：梅田～難波

### 都市交通審議会答申第14号
- 答申年月 - 1972年（昭和47年）3月1日[3]
- 答申名 - 『名古屋圏における旅客輸送力の整備増強に関する基本的計画について』[8]

### 都市交通審議会答申第15号
- 答申年月 - 1972年（昭和47年）3月1日[4]
- 答申名 - 『東京及びその周辺における高速鉄道を中心とする交通網の整備増強に関する基本計画について』[4]
- 主な内容 - 地下鉄13号線（副都心線）、各ニュータウンへの路線延伸[6]